# Cinque punti del calvinismo

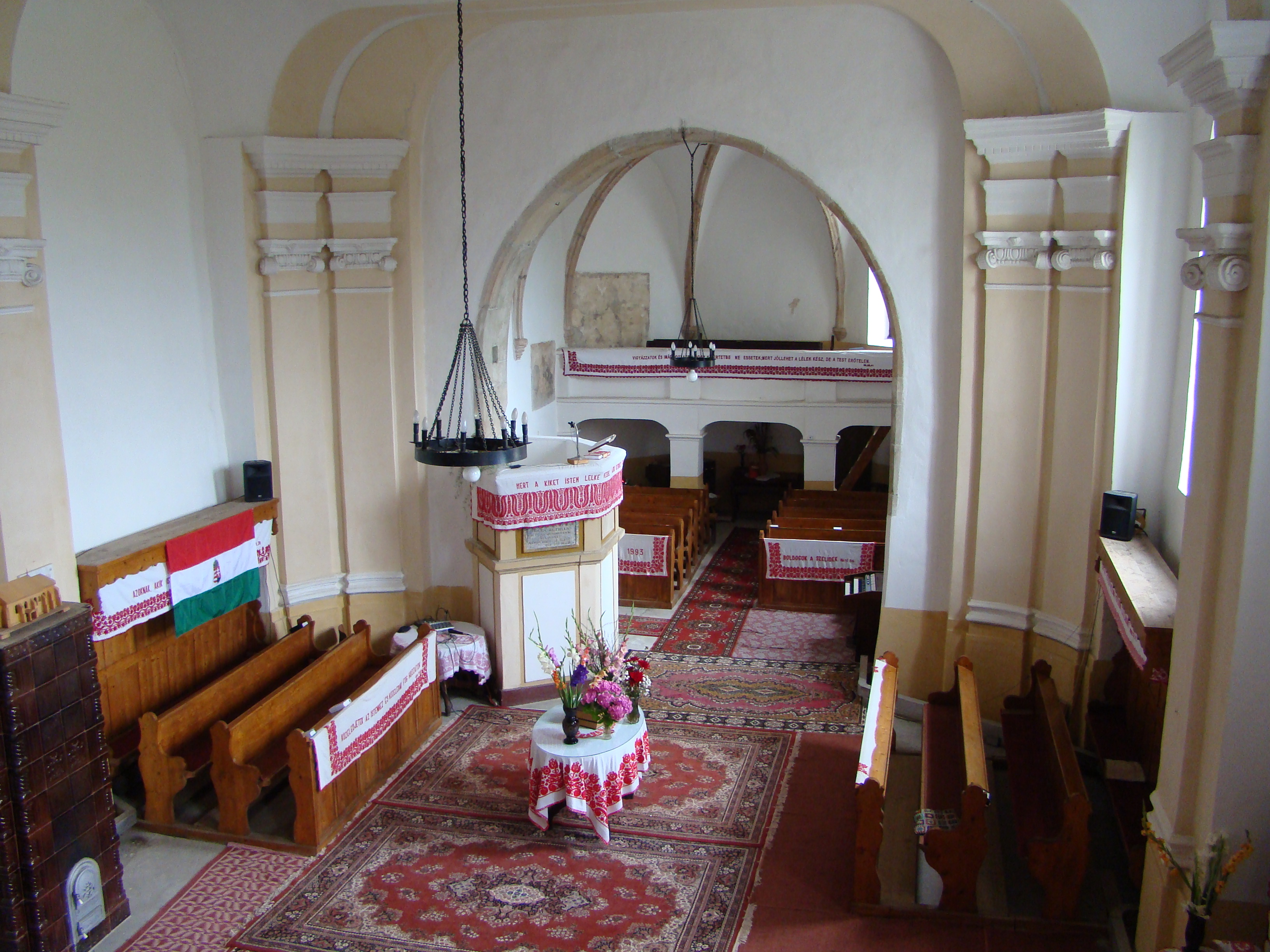
Interno della chiesa riformata di Petru Rareș in Transilvania, uno dei monumenti storici della Romania.

I cinque punti del calvinismo, talvolta chiamati le dottrine della grazia, sono un sommario dei canoni teologici del Sinodo di Dordrecht e rispecchiano la soteriologia tipica di questo movimento. Essi interpretano la natura della grazia di Dio nella salvezza della creatura umana. L'affermazione centrale dei cinque punti è che Dio è in grado di salvare perfettamente ciascuna delle persone che Egli ha inteso fare oggetto della sua grazia salvifica e che la sua opera non possa essere frustrata da niente e da nessuno che vi si frapponga nel tentativo di impedirne il compimento. Il che implica una netta negazione del libero arbitrio dell'uomo, il quale, se non fa parte del novero degli eletti, non può salvarsi mediante la sua condotta e, viceversa, se è stato scelto per essere salvato, non può resistere alla grazia di Dio.
I cinque punti sono stati originalmente pubblicati nell'ambito della controversia fra i calvinisti e gli arminiani e sebbene si identifichi talvolta il calvinismo con questi cinque punti, essi non sono che un sommario delle differenze fra [calvinismo ed arminianesimo sulle dottrine della grazia e della predestinazione, non un sommario generale della posizione teologica di Giovanni Calvino, del calvinismo come sistema dottrinale, o della teologia delle Chiese riformate. Di fatto Calvino, ad esempio, non ha mai discusso pienamente nei suoi scritti di dottrine come la redenzione limitata, ma solo accennato ad essa. Questi punti sono stati elaborati posteriormente solo dalla sua "scuola" o tradizione teologica.

## Sommario

### Depravazione totale
Chiamata anche "depravazione radicale", "totale corruzione" e "totale incapacità". Il termine "depravazione" in italiano può essere fuorviante. Esso indica come ogni creatura umana, nella sua condizione attuale, cioè dopo la Caduta, è caratterizzata dal peccato, il quale corrompe, contamina, ogni sua facoltà, inclusa la mente e la volontà, pregiudicandone il retto funzionamento. Per questo si afferma che nessuno sia in grado di compiere ciò che è veramente buono agli occhi di Dio. Al contrario, la creatura umana è asservita al peccato, congenitamente ostile e ribelle verso Dio, spiritualmente cieca nei confronti della verità, incapace di salvare se stessa o persino di prepararsi alla salvezza. Solo un intervento rigenerante diretto di Dio può cambiare questa situazione e, quando accade, di questo solo Dio ne ha il merito.

### Elezione incondizionata
Elezione vuol dire "scelta". È la scelta operata da Dio, dall'eternità, di coloro ai quali avrebbe concesso la grazia della salvezza. Questa scelta non è basata sulla semplice previsione di meriti, virtù o fede nelle persone che Egli sceglie, ma è basata sulla Sua sovrana, incondizionata, insindacabile ed insondabile decisione. Questo non significa che la salvezza finale stessa sia incondizionata, ma che la condizione sulla quale si poggia (la fede) è concessa pure per grazia da Dio, come Suo dono, a coloro che Dio ha incondizionatamente scelto affinché la ricevessero.

### Redenzione limitata
Chiamata anche "redenzione particolare" o "redenzione definita", designa la dottrina che l'opera redentrice di Cristo è stata finalizzata alla salvezza solo di coloro ai quali è stata destinata la grazia della salvezza. L'efficacia salvifica dell'opera redentrice di Cristo, quindi, non è "universale" o "potenzialmente efficace" per chiunque voglia accoglierla, ma specificatamente designata per rendere possibile e certa la salvezza degli eletti. La redenzione è stata intesa per rendere completa soddisfazione dei divini criteri di giustizia solo di coloro che Dio Padre ha scelto sin da prima della fondazione del mondo. I calvinisti non credono che la redenzione sia limitata nel suo valore o potenza (se Dio Padre avesse voluto, avrebbe così salvato tutte le creature umane senza eccezione), ma piuttosto che la redenzione è limitata nel fatto che è stata designata per alcuni e non per tutti.

### Grazia irresistibile
Pure conosciuta come "grazia efficace", questa dottrina non insegna che ogni influenza dello Spirito Santo di Dio non possa essere resistita, ma che lo Spirito Santo è in grado di vincere ogni resistenza e di rendere la Sua influenza irresistibile ed efficace. Quando, così, Dio si propone sovranamente di salvare qualcuno, l'individuo non avrà successo nel resistergli.

### Perseveranza dei santi
Chiamata anche "preservazione dei santi" o "sicurezza eterna", questo quinto punto insegna che coloro che Dio ha efficacemente chiamato alla salvezza e quindi all'eterna comunione con Lui ("santi" secondo la Bibbia), non possono scadere dalla grazia e perdere la loro salvezza. Quand'anche, nella loro vita, subentrassero impedimenti o peccati tali da farli arretrare nel loro cammino di fede o persino dovessero, per qualche motivo, giungere a rinnegare la loro professione di fede, essi (se sono autentici eletti) presto o tardi se ne ravvedrebbero tornando così in comunione con Dio. Questa dottrina si basa sul presupposto che la salvezza è opera di Dio dal principio alla fine, che Dio è fedele alle Sue promesse, e che niente e nessuno potrà frustrare i Suoi sovrani propositi. Questo concetto è lievemente diverso dalla concezione presente in alcune chiese evangelicali che sostengono il "una volta salvati - per sempre salvati", nonostante l'apostasia, la mancanza di ravvedimento o permanenza abituale in qualche peccato, se avevano veramente accolto Cristo nel passato. Nel tradizionale insegnamento calvinista, se una persona cade nell'apostasia o non manifesta più segni di autentico ravvedimento, può essere prova di non essere mai stata veramente salvata e quindi che non faceva parte del numero degli eletti.